# 함정필
함정필(咸程弼, 재키 함(Zackie Hahm), 1948년 2월 29일 ~ )은 대한민국의 가수이다.

## 주요 이력
경상북도 포항에서 출생하였으며 지난날 한때 경상남도 울산에서 잠시 유아기를 보낸 적이 있고 경기도 파주에서 성장한 그는 1969년 언더그라운드 라이브 클럽에서 록 음악 가수 첫 데뷔하였으며 이후 1977년 함중아, 최동권 등과 함께 제1회 MBC 대학가요제에서도 입상을 한 바 있고 이후 1978년 1집 발표하는 등 록 음악 밴드 활동도 병행을 하였는데 그 후로도 1988년 시절까지 윤수일, 조경수, 유현상, 박일준 등과 함께 언더그라운드 라이브 클럽에서 록 가수 활동으로 인기를 구가하였다.

## 소속
- 헬로 인천 골프 클럽 대표이사

## 출연작

### TV 프로그램
- 1978년 MBC 《추석 특집 골든 그레이브스 밴드》
- 1978년 MBC 《명랑운동회》
- 1978년 KBS 《토요일 오후 6시 쇼》
- 1978년 TBC 《주간 가요대행진》
- 1981년 MBC 《영 일레븐》
- 1988년 KBS 《젊음의 행진》
- 1991년 MBC 《토요일 토요일은 즐거워》
- 1993년 KBS 《열린음악회》
- 1996년 SBS 《설 특집 SBS 록 밴드 한마당》